# Hierba aromática

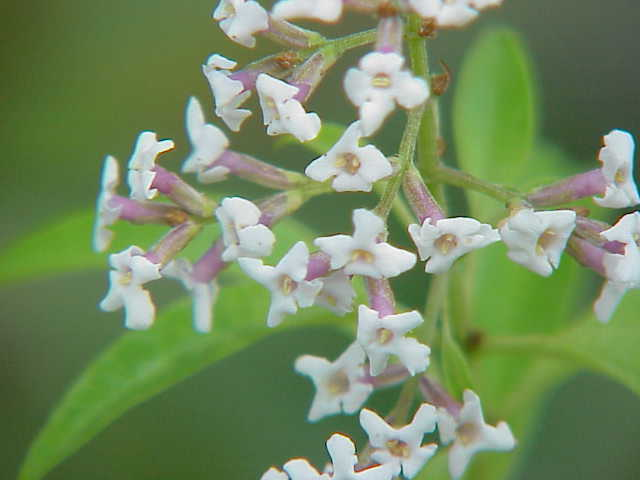
Hierba luisa.

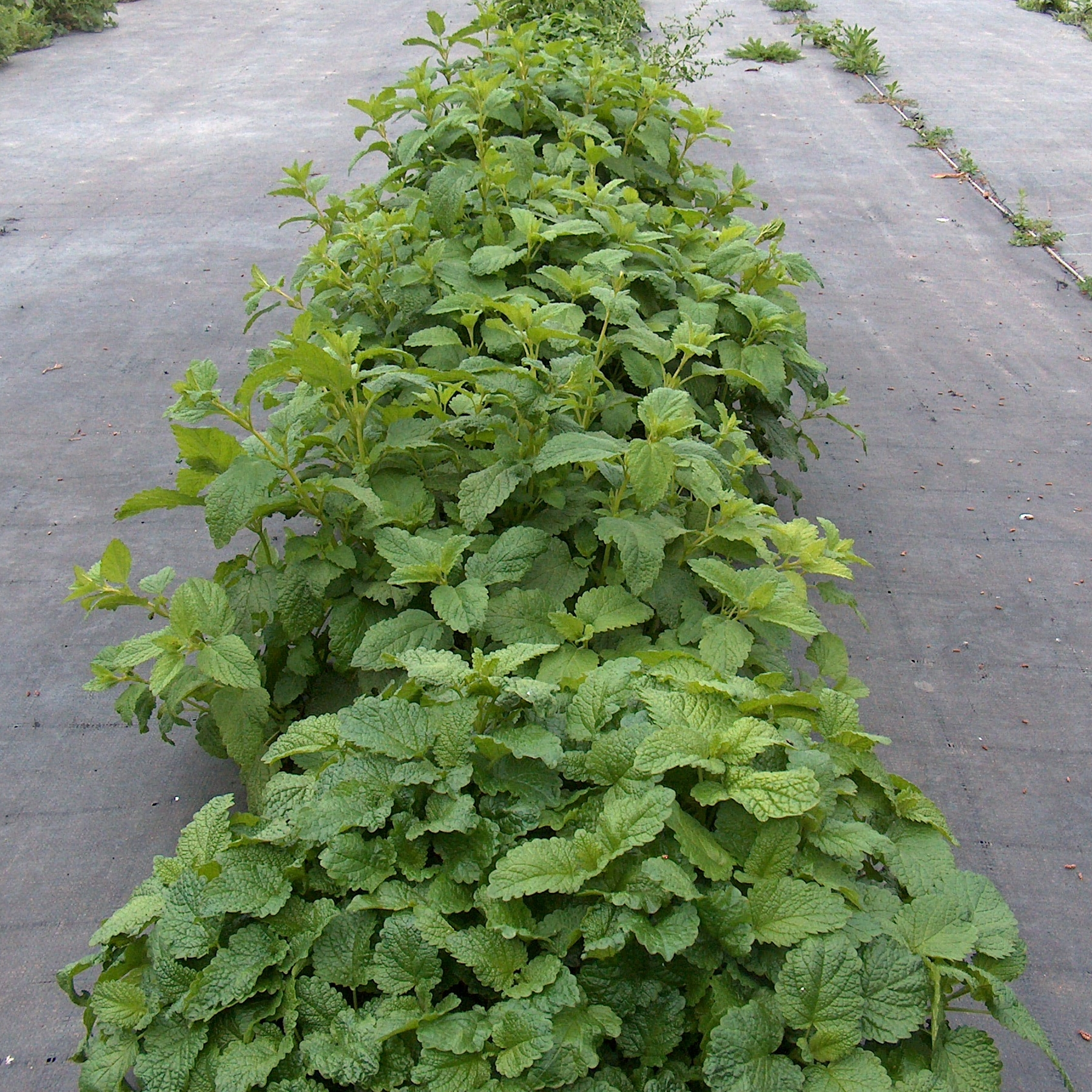
Melisa.

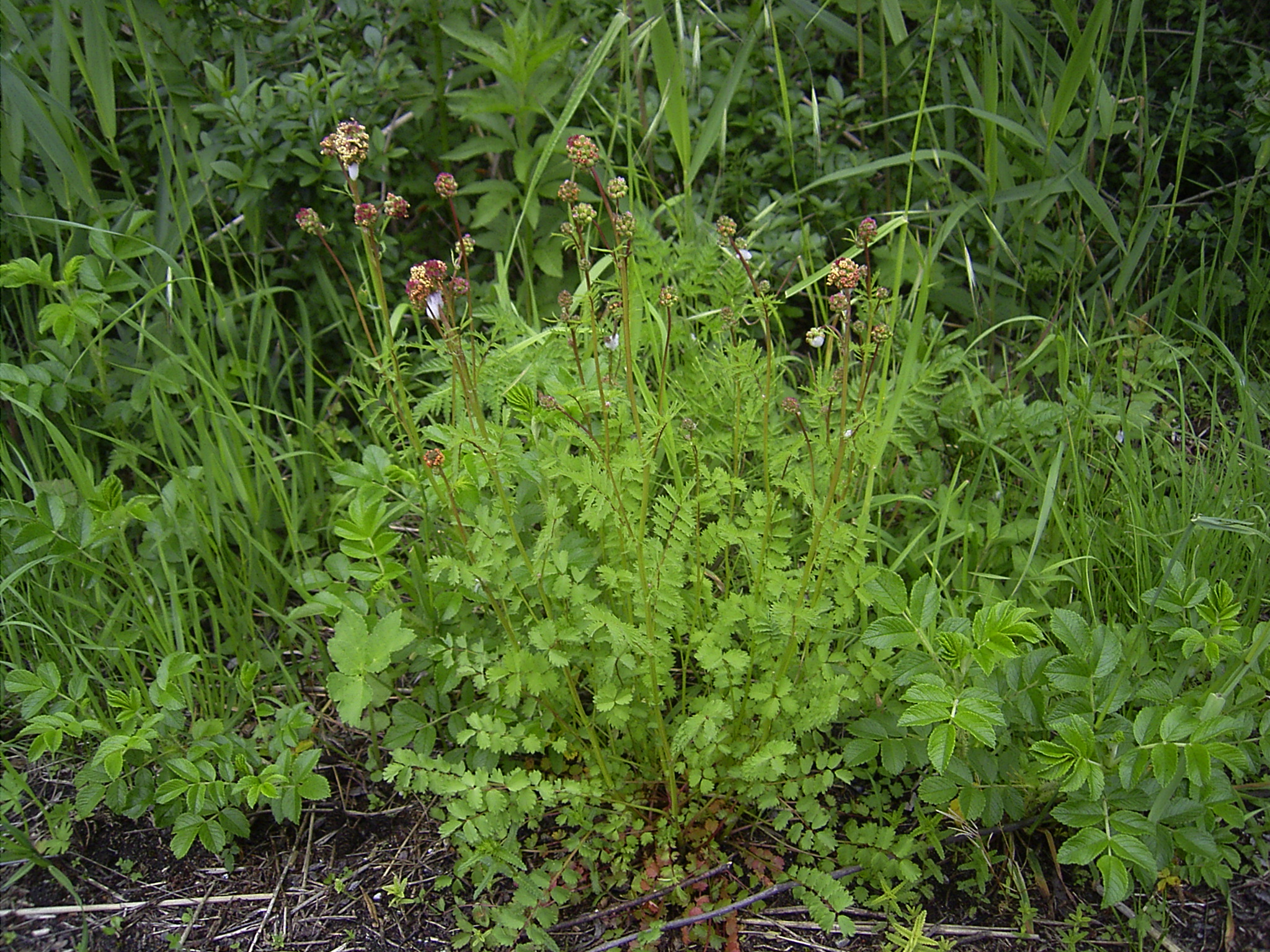
Pimpinela menor.

Las hierbas  aromáticas son plantas muy utilizadas en la cocina mediterránea por sus cualidades aromáticas y condimentarias. Son cultivadas en huertos de diferente extensión.

La expresión finas hierbas se utiliza por lo general para designar una mezcla de cuatro hierbas: cebollino, perifollo, estragón y perejil, que constituyen el pilar de la cocina francesa.
Principalmente se utilizan las hojas de las mismas, ya sean frescas, secas, o deshidratadas, tanto para sazonar los guisos como para realzar los diversos aromas de los platos culinarios, ya sean en crudo o cocinados.
A lo largo de la historia las hierbas fueron ignoradas, excepto la menta, el perejil y el ajo. Algunas solo eran localmente conocidas.
Las plantas utilizadas pertenecen, en términos generales, a tres familias botánicas:
- Las aliáceas: ajo, cebolla, cebolleta, chalotas, etc.

- Las apiáceas: angélica, carvi, perifollo, hinojo, perejil, etc.

- Las lamiáceas: mejorana, melisa, menta, orégano, ajedrea, salvia, tomillo, etc.

Las hierbas aromáticas secas tienen un aroma muy fuerte y deben ser utilizadas con mesura.
Por su parte, las flores aromáticas se utilizan para hacer medicamentos y colonias.